# Bajit va-Gan

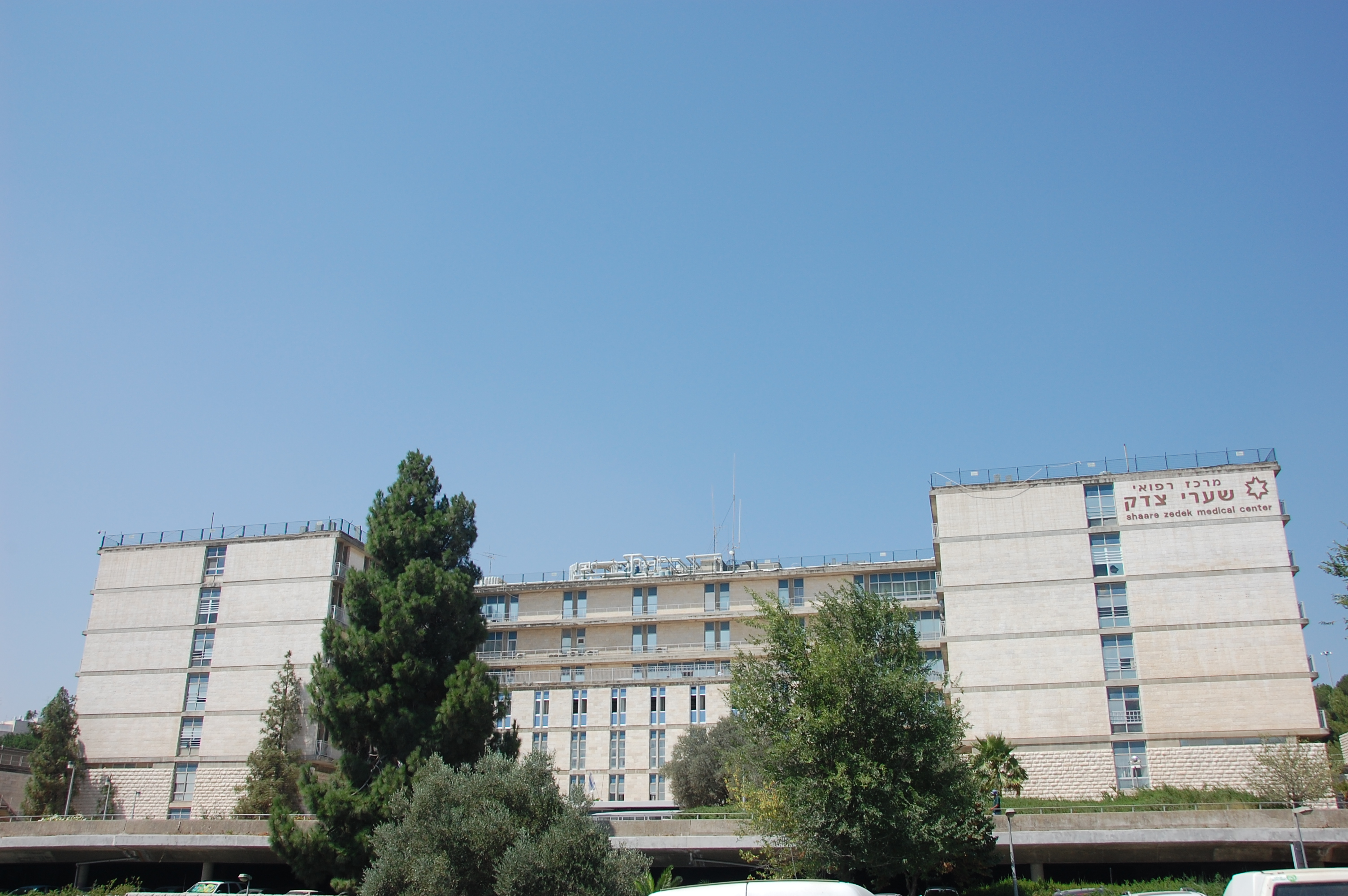
Nemocnice Ša'arej cedek v Bajit va-Gan

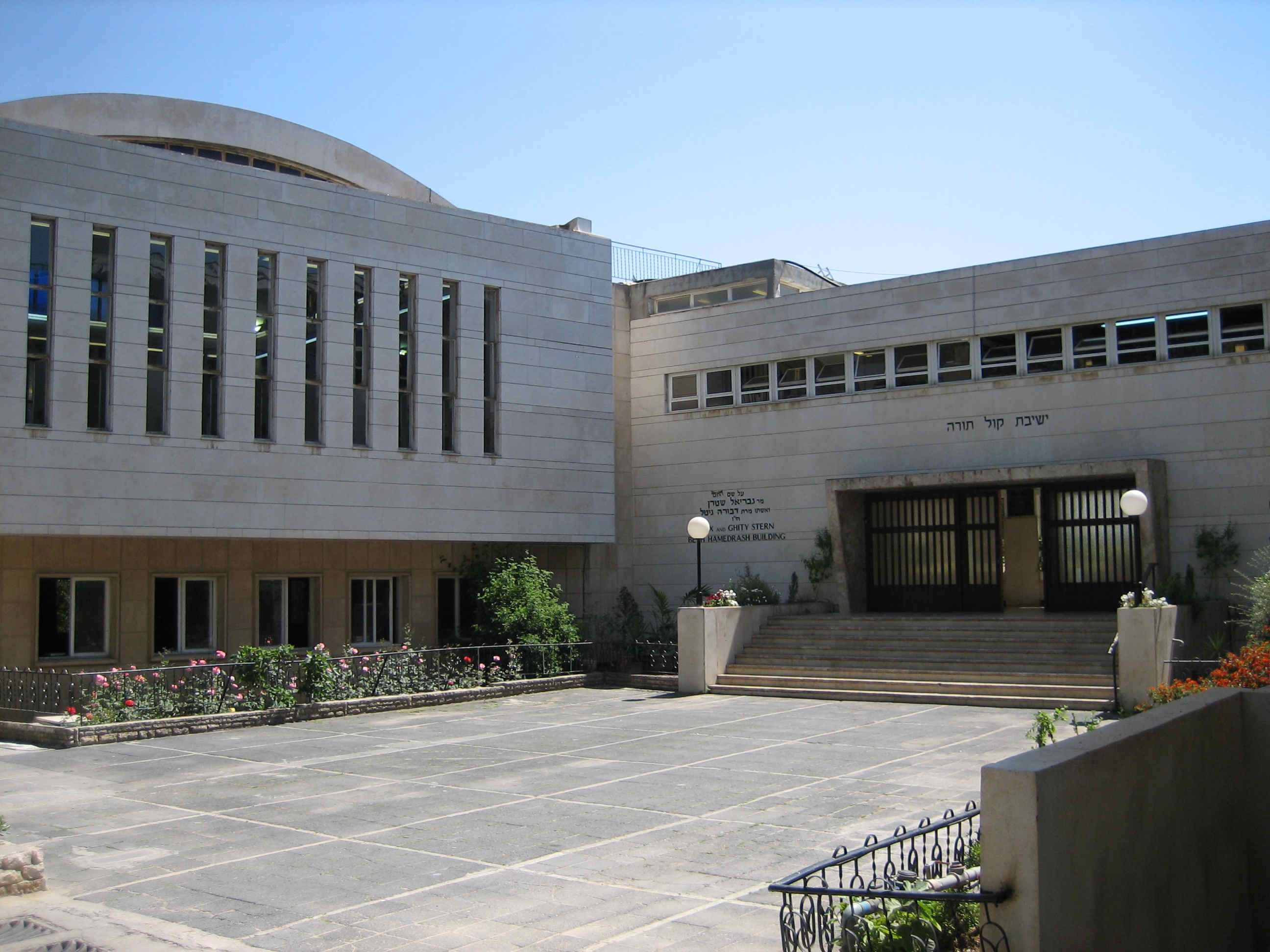
Budova Kol Tora v Bajit va-Gan

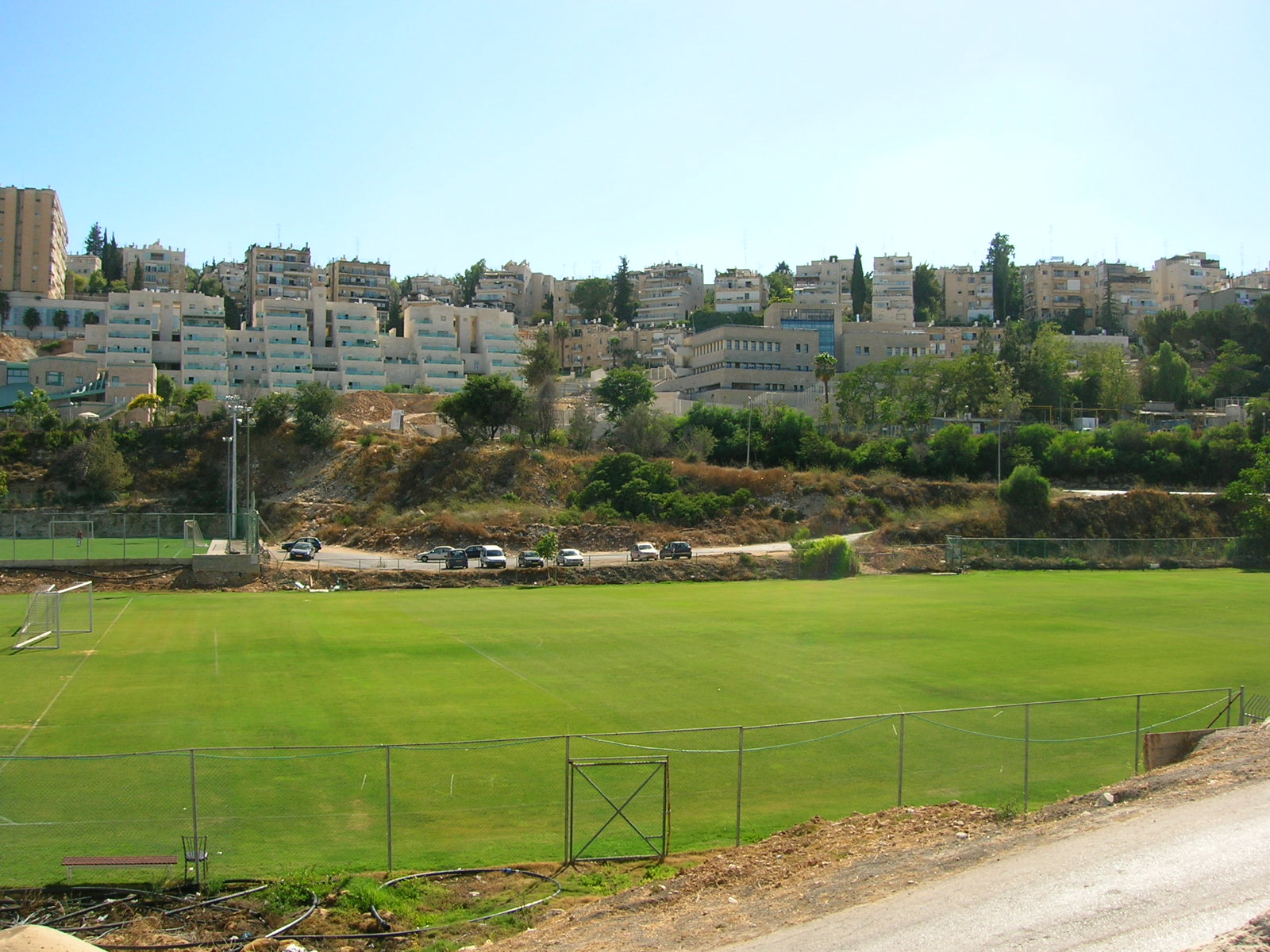
Hřiště fotbalového klubu Bejtar Jeruzalém FC v Bajit va-Gan

Bajit va-Gan (hebrejsky בית וגן‎, doslova Dům a Zahrada) je městská čtvrť v jihozápadní části Jeruzaléma v Izraeli.

## Geografie
Leží v nadmořské výšce přes 800 metrů, cca 4,5 kilometrů jihozápadně od Starého Města. Na východě s ní sousedí čtvrti Ramat Bejt ha-Kerem a Giv'at Bejt ha-Kerem. Na jihu Ramat Denja, Mordot Bajit va-Gan a Ramat Šaret, na západě Kirjat ha-Jovel. Na severu se zvedá Herzlova hora a u ní areál Jad vašem, připomínající holokaust. Čtvrť leží na vyvýšeném hřbetu, jenž na východní straně prudce spadá do údolí vádí Nachal Rakafot. Na severozápadě pak čtvrť přechází do zalesněné krajiny s údolím vádí Nachal Ejn Kerem. Podél severního okraje tohoto urbanistického celku prochází lokální silnice číslo 386, která vede k západu, do venkovských oblastí Jeruzalémského koridoru. Populace čtvrti je židovská.

## Dějiny
Vznikla ve 20. letech 20. století z iniciativy společnosti nazvané Agudat Bajit va-gan (אגודת בית וגן‎), kterou tvořili členové nábožensky sionistického hnutí Mizrachi. V čele společnosti stáli rabíni Josef Mordechaj Halevi a Avraham Chajim Šag. Dále Jerachmi'el Amdurski, Avraham Mani a Binjamin Kukja. Společnost byla ustavena v roce 1920. V roce 1921 zakoupila od místních Arabů stavební pozemky na ploše 400 dunamů (40 hektarů). Cílem bylo zbudovat zde zahradní město tvořené individuální přízemní zástavbou v zeleni. Šlo o jedno z šesti takových předměstí, která tehdy vznikala na okraji Jeruzaléma. Společnost Agudat Bajit va-gan měla 250 členů, kterým předsedalo vedení s 23 členy a třičlenný finanční výbor. Vlastní výstavba čtvrti začala roku 1926 a do roku 1929 zde vyrostlo 25 domů. Prvními obyvateli byli sefardští Židé, pro které tu vyrostla synagoga. Další rozvoj čtvrti zajišťovala společnost B'nai B'rith z Jerualéma, která stavebně využila 50 dunamů zdejších pozemků. Díky její aktivitě zde rovněž vyrostla věž na vodu. Do roku 1938 díky ní zde vzniklo 25 domů.
Tempo výstavby se mimořádně zrychlilo po roce 1948, kdy se do něj zapojilo hnutí Po'alej Agudat Jisra'el vedené rabínem Breuerem. Kromě domů zde Po'alej Agudat Jisra'el iniciovala výstavbu mnoha náboženských institucí. Na jižním okraji čtvrtě, na místě bývalého lomu, vznikla umělá vodní nádrž, ze které se po vyčištění rozváděla voda do celého města. Na severovýchodním okraji čtvrtě leží areál nemocnice Ša'arej cedek. V současnosti má čtvrť cca 200 000 obyvatel, většinou nábožensky orientovaných. Roste podíl ultraortodoxních Židů.